# ジーサンズ はじめての強盗
『ジーサンズ はじめての強盗』（ジーサンズはじめてのごうとう、原題：Going in Style）は、2017年にアメリカ合衆国で公開されたコメディ映画。監督はザック・ブラフ、主演はモーガン・フリーマン、マイケル・ケイン、アラン・アーキンの3人が務めた。本作は1979年に公開された映画『お達者コメディ/シルバー・ギャング』をリメイクしたものである。
原題は「流行にのる」といった意味で、本作の場合は「模倣犯」の意味も合わせ持つ。PG12指定。

## あらすじ
ジョー、ウィリー、アルバートの3人はニューヨークに住むシニア世代で、生涯の友である。
ジョーは、退職した会社が買収されるために企業年金の振り込みが停止されてしまったので、銀行から借りた住宅ローンが引き落としできず、催告書が送られてきていた。このため銀行に出向いて交渉していたところ、黒いマスクをかぶった3人組による強盗の現場を目撃することになってしまう。3人のうちのリーダー格の男は首筋にモンゴル戦士の刺青を入れていたので、そのことを警察に証言する。強盗団は160万ドル以上を奪って逃走する。
3人が勤めていた鉄鋼会社が買収されることが決まり、彼らの年金資金は新会社に移管されるが支払われる可能性がなくなる。特にジョーの場合は、娘のレイチェルと孫娘のブルックリンと暮らしている家がローン支払いの延滞で取り上げられそうな状況である。
また、ウィリーは腎不全で移植が必要な重病であることがわかり、さらに経済的な事情から娘と孫娘とは離れて暮らしており、苛立ちを募らせる。ジョーは年金資金を収納してきた銀行を襲って、自分たちのものを正当に取り返すことを決意する。
アルバートとウィリーは、最初は呆れるが、やがて賛同する。3人は「肝試し」のために近所のスーパーで万引きをするが、失敗して捕まり、店長に説教される。アルバートは、スーパーで働くアニーに言い寄られる。
3人はジョーの元娘婿マーフィーを通じて、プロの犯罪者でペットショップ経営者のヘスースに強盗の手口を教わることになる。彼らは、老人集会所の慈善カーニバルを隠れ蓑にしてアリバイ作りを計画する。
3人は「ラットパック（フランク・シナトラ、ディーン・マーティン、サミー・デイヴィス・ジュニア）」に変装し、誰も傷つかないように空砲を使用する。ところが強盗の最中にウィリーがめまいを起こしたため、居合わせた子供が彼のマスクを上げて呼吸を整えてくれた。その際、ウィリーは顔の下半分と孫娘の写真が文字盤になっている腕時計を見られてしまう。ウィリーは彼女に威圧感を与えないように親しげに会話を交わし、強盗は失敗しそうになる。
3人は何とか230万ドル以上を奪って逃走できた。しかし、以前、3人を捕まえたスーパーの店長が、万引きが録画された店の映像と銀行の監視カメラの映像を比較して、アルバートの歩き方と同じだと証言し、FBIのヘイマー捜査官に疑われて逮捕されるが、3人ともアリバイを主張する。
ヘイマーは、ウィリーのマスクを一部外した子供の目撃者を使って面通しをおこなう。彼女はウィリーの腕時計の文字盤に気付くが犯人はこの中にはいないと言い、ヘイマーは事件を解決することができない。
やがて、ウィリーの体調が急変し、死期が迫るが、アルバートが腎臓を1つ提供して移植することで危機を脱する。
奪ったお金の一部は3人の経済状況を改善するために使われるが、残りは彼らの家族、友人、同僚、たまり場の仲間に贈られる。
ジョーは、学校で全科目Aを取ったら子犬をプレゼントするという孫娘との約束を果たす。子犬は、ヘスースが保護していたものである。実は、彼はジョーが目撃した強盗団のリーダーだった。彼の首のモンゴル戦士の刺青は染料で描いた偽物で、FBIと警察の目をくらませようとしたものであることも明らかになる。
映画はアルバートとアニーの結婚式の後、3人の友人たちが幸運を祝って終わる。

## キャスト
※括弧内は日本語吹替
- ウィリー・デイビス - モーガン・フリーマン（坂口芳貞）
- ジョー・ハーディング - マイケル・ケイン（有本欽隆）
- アルバート・ガーナー - アラン・アーキン（糸博）
- ブルックリン・ハーディング - ジョーイ・キング（瀬戸麻沙美）

ジョーの孫娘。
- アーレン・ヘイマー - マット・ディロン（津田健次郎）

3人の行方を追うFBI捜査官。
- アニー・サントーリ - アン＝マーグレット（一城みゆ希）

アルバートに恋する女性。
- ミルトン・カプチャク - クリストファー・ロイド（穂積隆信）

3人と同じ老人集会所での交流仲間。
- キース・ショーンフェルド店長 - キーナン・トンプソン（伊藤健太郎）

食料品店の経営者。
- ミッツィ - シオバン・ファロン

ダイナーのウエイトレス。
- ヘスース - ジョン・オーティス

ウィリーたちに銀行強盗を指南する男。
- マーフィー - ピーター・セラフィノウィッツ（英語版）

ジョーの義理の息子。

## 製作
2012年10月12日、ニュー・ライン・シネマとワーナー・ブラザース映画が『お達者コメディ/シルバー・ギャング』のリメイクを企画しているという報道があった。ドナルド・デ・ラインとアンドリュー・ハースはリメイク版の脚本の執筆をセオドア・メルフィに依頼した。メルフィはエンディングを原作よりも明るいものにすることを条件にその依頼を引き受けた。メルフィは2人に「この現代において、私は自分の心血を注いで書き上げた主人公たちが、最後に死ぬか投獄されてしまう映画なんて見たくないのです。私は彼らが成功する姿を見たいのです。今や誰もが銀行を憎んでいるのですから、銀行強盗をした主人公が幸せになった方が完璧な出来になると思います。だからこそ、3人には立派に強盗をやり遂げさせる必要があるのです。夕日の下で成功を喜んでもらう必要があります。」と言ったところ、2人は彼の意見を聞き入れた。
2013年1月9日、ドン・スカーディノが本作のメガホンを取ると報じられた。しかし、同年9月19日、脚本を書き上げたメルフィ自身に監督のオファーが出ているとの報道が出た。2014年11月19日、ザック・ブラフが本作の監督に名乗りを上げた。同じ日に、モーガン・フリーマン、マイケル・ケインが本作に出演することが決まり、ダスティン・ホフマンにもオファーが出ているとの報道があった。2015年4月9日、ホフマンではなくアラン・アーキンがキャスティングされることになった。8月3日、ジョーイ・キングの出演が決まった。10日、マット・ディロンとアン＝マーグレットがキャスティングされたと報じられた。
2015年8月3日、本作の主要撮影がニューヨーク市のブルックリン区で始まった。なお、撮影はクイーンズ区のアストリアでも行われた。

## 公開
当初、本作の北米配給権を保有していたワーナー・ブラザース映画は全米公開日を2017年5月6日に設定していたが、後に2017年4月7日に前倒しした。

## 興行収入
市場関係者は本作が公開初週末に800万ドル前後しか稼ぎ出せないと予想していたが、実際の数字はそれを上回るものになった。2017年4月7日、本作は全米3061館で公開され、公開初週末に1250万ドルを稼ぎ出し、週末興行収入ランキング初登場4位となった。

## 評価
本作は賛否両論となっている。映画批評集積サイトのRotten Tomatoesには94件のレビューがあり、批評家支持率は44%、平均点は10点満点で5.3点となっている。サイト側による批評家の見解の要約は「主演3人に目を瞠るような才能があるにも拘わらず、『ジーサンズ はじめての強盗』は笑いに注力するばかりで、無難な演出に留まりすぎている。」となっている。また、Metacriticには29件のレビューがあり、加重平均値は50/100となっている。なお、本作のCinemaScoreはB+となっている。